# سلم نحو السماء (مسلسل)
مسلسل إيراني يحكي عن فترة من تاريخ إيران هي فترة الغزو المغولي بقيادة تيمورلنك، حيث ولد عالم الرياضيات والفلك الإيراني غياث الدين الكاشي. المسلسل يحمل اسم الرسالة التي كتبها العالم الشهير كاشاني سلم السماء حول حركة الأجرام السماوية وتحديد المسافات.
المسلسل مؤلف من 22 حلقة.